# Joyce DiDonato
Joyce DiDonato, geb. Joyce Flaherty (* 13. Februar 1969 in Prairie Village, Kansas) ist eine US-amerikanische Opernsängerin (Mezzosopran). Sie zählt zu den führenden klassischen Sängerinnen ihrer Zeit. Ihr Repertoire reicht von Georg Friedrich Händel, Wolfgang Amadeus Mozart, Gioachino Rossini und über die Belcanto-Opern des frühen 19. Jahrhunderts bis zu Richard Strauss und zeitgenössischen Opern von Jake Heggie und anderen.

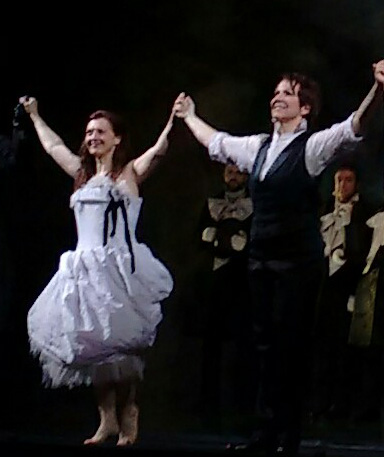
DiDonato (Romeo, rechts) und Patrizia Ciofi (Juliet) nach dem zweiten Vorhang in der Vorstellung „I Capuleti e i Montecchi“ in Barcelona, Mai 2016

## Leben und Karriere
Joyce DiDonato wurde in Prairie Village, Kansas, einem Vorort von Kansas City, Missouri, als das sechste von sieben Kindern einer irisch-amerikanischen Familie geboren. An der High School sang sie im Chor und träumte davon, Musicalsängerin zu werden. Sie studierte u. a. Gesang an der Wichita State University und absolvierte die Academy of Vocal Arts in Philadelphia. Ihr erstes Engagement erhielt sie an der Santa Fe Opera. Dort sang sie zunächst kleinere Rollen oder die Zweitbesetzung in Opern und Operetten. 1994 wirkte sie in der Uraufführung von David Langs Modern Painters mit. In der Spielzeit 2000/01 gab sie als Angelina in der Oper La Cenerentola ihr Debüt an der Mailänder Scala. 2005 debütierte sie an der Metropolitan Opera als Cherubino in Le nozze di Figaro. Bei den Salzburger Festspielen sang sie 2010 die Adalgisa in Norma. 2013 trug sie in der Last Night of the Proms u. a. die Lieder Danny Boy und Rule, Britannia! vor. 2015 gab sie ihr Debüt bei den Berliner Philharmonikern unter Sir Simon Rattle mit Damnation de Faust.
Seit 2002 singt DiDonato auf allen großen Opernbühnen dieser Welt. Sie gastierte u. a. in Amsterdam, Baden-Baden, Barcelona, Berlin, Chicago, Genf, Lissabon, London, Madrid, Mailand, München, New York, Paris, San Francisco, Tokyo, Wien und Zürich, sowie bei den Festivals von Pesaro, Edinburgh und Verbier. Außerdem ist Joyce DiDonato weltweit als Konzertsängerin tätig und gastiert regelmäßig in der Carnegie Hall, Wigmore Hall und der Berliner Philharmonie. Ferner gibt sie ihr Wissen in zahlreichen Meisterklassen weiter.
Die Künstlerin war zweimal verheiratet. Den Namen ihres ersten Ehemannes behielt sie als Künstlernamen bei. In zweiter Ehe war sie mit dem aus Italien stammenden amerikanischen Dirigenten Leonardo Vordoni verheiratet.
Neben ihrer künstlerischen Arbeit geht sie zahlreichen karitativen Aufgaben nach, u. a. für Carnegie Hall: Sing Sing Correctional Facility und El Sistema Greece, wofür sie 2018 in Dresden mit dem Glashütte Original Musikfestspielpreis ausgezeichnet wurde.

## Repertoire (Auswahl)
Purcell
- Dido in Dido and Aeneas

Händel
- Agrippina in Agrippina
- Alcina in Alcina
- Ariodante in Ariodante
- Dejanira in Hercules
- Irene in Theodora
- Sesto Pompeo in Giulio Cesare in Egitto
- Sycorax in The Enchanted Island (Händel, Vivaldi, Rameau; Pasticcio)

Mozart
- Annio in La clemenza di Tito
- Cherubino in Le nozze di Figaro
- Donna Elvira in Don Giovanni
- Dorabella in Così fan tutte
- Idamante in Idomeneo
- Sesto in La clemenza di Tito

Rossini
- Adina in Adina (Rossini)
- Angelina in La Cenerentola
- Elena in La donna del lago
- Isabella in L’italiana in Algeri
- Isolier in Le comte Ory
- Rosina in Il barbiere di Siviglia
- Semiramis in Semiramide

Romantik
- Adalgisa in Norma (Bellini)
- Romeo in I Capuleti e i Montecchi  (Bellini)
- Ascanio in Benvenuto Cellini (Berlioz)
- Béatrice in Béatrice et Bénédict (Berlioz)
- Didon in Les Troyens (Berlioz)
- Marguerite in La damnation de Faust (Berlioz)
- Romeo et Juliette (Berlioz)
- Elisabeth I. in Maria Stuarda (Donizetti)
- Maria Stuarda in Maria Stuarda (Donizetti)
- Stéphano in Roméo et Juliette (Gounod)
- Cendrillon in Cendrillon (Massenet)
- Charlotte in Werther (Massenet)
- Komponist in Ariadne auf Naxos (Richard Strauss)
- Octavian in Der Rosenkavalier (Richard Strauss)
- Zlatohřbítek, der Fuchs in Das schlaue Füchslein (Leoš Janáček)

20. / 21. Jahrhundert
- Grace Kelly in Jackie O (Michael Daugherty)
- Meg March in Little Women (Mark Adamo)
- Maslova in Resurrection (Tod Machover)
- Arden Scott in Great Scott (Jake Heggie)
- Sister Helen Prejean in Dead Man Walking (Jake Heggie)
- Virginia Woolf in The Hours (Kevin Puts)
- No Prisoner Be von Kevin Puts (Solokonzert, Premiere vor Tournee in Bregenz)

## Diskografie CD
Gesamtaufnahmen
- Michael Daugherty: Jackie O (in der Rolle der Grace Kelly), Label: London Decca / Argo, 1997
- Mark Adamo: Little Women (in der Rolle der Meg), Label: Ondine, 2001
- Tod Machover: Resurrection (in der Rolle der Katerina), Label: Albany Records, 2002
- Mendelssohn: A Midsummers Night’s Dream, Label: Erato 2003
- Berlioz: Benvenuto Cellini (in der Rolle des Ascanio), Label: Virgin Classics, 2005; Erato, 2018
- Rossini: La Cenerentola (in der Rolle der Angelina/Cenerentola), Label: Naxos, 2005
- Händel: Radamisto (in der Rolle des Radamisto), Label: Virgin Classics, 2005
- Heggie: The Deepest Desire, Label: Eloquentia France, 2006
- Händel: Floridante (in der Rolle der Elmira), Label: Archiv Produktion, 2007
- Händel: Alcina (in der Rolle der Alcina), Label: Archiv Produktion, 2009
- Händel: Un' opera immaginaria, Label: Erato, 2009
- Vivaldi: Ercole sul Termodonte (in der Rolle der Ippolita), Label: Erato / Virgin Classics, 2010
- Rossini: Stabat mater, Label: Warner Classics, 2010
- Händel: Ariodante (in der Rolle des Ariodante), Label: Virgin Classics, 2011
- Heggie: Dead Man Walking (in der Rolle der Sister Helen Prejean), Label: Virgin Classics, 2012
- Mozart: Don Giovanni (in der Rolle der Donna Elvira), Label: Deutsche Grammophon, 2012
- Mozart 225: The New Complete Edition, Label: Decca / Deutsche Grammophon, 2016 (CDs 131-133 Don Giovanni in der Rolle der Donna Elvira)
- Berlioz: Les Troyens (in der Rolle der Dido), Label: Erato / Warner Classics, 2017
- Heggie: Great Scott (in der Rolle der Arden Scott), Label: Erato / Warner Classics, 2018
- Mozart: La clemenza di Tito (in der Rolle des Sesto), Label: Deutsche Grammophon, 2018
- Berlioz: La Damnation de Faust (in der Rolle der Marguerite), Label: Erato / Warner Classics, 2019
- Händel: Agrippina (in der Rolle der Agrippina), Label: Erato / Warner Classics, 2020
- Händel: Theodora (in der Rolle der Irene), Label: Erato / Warner Classics, 2022

Solo-CDs von Joyce Didonato
- Amor e gelosia – Händel: Operatic Duets, Label: Erato, 2004 (mit Patrizia Ciofi)
- The Deepest Desire, Label: Eloquentia France, 2006
- Songs by Fauré, Hahn and Head – Arias by Rossini and Händel, Label: Wigmore Hall Live, 2006
- Pasión!, Label: Eloquentia France, 2007
- Furore – Handel: Mad Scenes from Operas, Label: Erato / Virgin Classics, 2009
- Rossini: Colbran, the Muse, Label: Erato / Virgin Classics, 2010
- Diva Divo, Label: Erato / Virgin Classics, 2011
- Homecoming: Kansas City Symphony Presents Joyce DiDonato, iTunes, 2012
- Drama Queens, Label: Erato / Virgin Classics, 2012
- ReJOYCE! The Best of Joyce DiDonato, Label: Erato / Warner Classics, 2013
- Stella di Napoli, Label: Erato / Warner Classics, 2014
- Joyce and Tony: Live at Wigmore Hall, Label: Erato / Warner Classics, 2015
- In War and Peace. Harmony Through Music, Label: Erato / Warner Classics, 2016
- Into the Fire: Live at Wigmore Hall, Label: Erato / Warner Classics, 2018
- Songplay, Label: Erato / Warner Classics, 2019
- Winterreise: Live at Carnegie Hall, Label: Erato / Warner Classics, 2021
- Eden, Label: Erato / Warner Classics, 2022

CDs unter Mitwirkung von Joyce Didonato
- Mozart, The Last concerto, 1791, Label: Glossa, 2002
- Vivaldi, Sacred Music, Vol. 9, Label: Hyperion, 2003
- Vivaldi, Sacred Music, Vol. 10, Label: Hyperion, 2004
- Lamenti – Le concert d’Astrée, Label: Erato / Virgin Classics, 2008
- Handel, Anniversary Edition 1759 - 2009, Label: Erato: 2009
- Passing By – Songs by Jake Heggie, Label: Avic, 2010
- The John Wilson Orchestra: Rodgers and Hammerstein at the Movies, Label: EMI Classics, 2012
- Here/After Songs of Lost Voices by Jake Heggie, Gene Scheer, Label: Pentatone Classics, 2013 (DiDonato singt Camille Claudel in: Into the Fire)
- Mozart – Haydn: Jeunehomme, Label: Erato / Warner Classics, 2014
- The Conference of the Birds, Label: Navona Records, 2016 (Erzählerin)

## Diskografie DVD und Blu-Ray
- Rossini: Il barbiere di Siviglia, Label: Arthaus Musik, 2002 (Opéra national de Paris)
- Händel: Hercules, Label: Bel Air classiques, 2004 (Opéra national de Paris)
- Bach in Notre-Dame de Paris: Mass in B Minor, Label: Erato, 2007
- Mozart: Don Giovanni, Label: Opus Arte, 2009 (Royal Opera House London)
- Rossini: La Cenerentola, Label: Decca, 2009 (Gran Teatro del Liceu, Barcelona)
- Rossini: Il barbiere di Siviglia, Label: Erato, 2010 (Royal Opera House London)
- Mark Adamo: Little Women, Label: Naxos, 2010 (Houston Grand Opera)
- Rossini: Le comte Ory, Label: Erato, 2012 (Metropolitan Opera New York)
- Massenet: Cendrillon, Label: Erato, 2012 (Royal Opera House London)
- Opern-Pasticcio The Enchanted Island, Label: Erato, 2012 (Metropolitan Opera New York)
- Donizetti: Maria Stuarda, Label: Erato, 2014 (Metropolitan Opera New York)
- Bellini: I Capuleti e i Montecchi, Label: EuroArts, 2014 (San Francisco Opera)
- Rossini: La donna del lago, Label: Erato, 2015 (Metropolitan Opera New York)
- Bellini: I Capuleti e i Montecchi, Label: Accentus music 2016 (Opernhaus Zürich)

- In War and Peace. Harmony Through Music, Label: Erato / Warner Classics, 2018 (Konzertmitschnitt)
- Bellini: Norma, Label: Erato, 2018 (Metropolitan Opera New York)
- Heggie: Great Scott, Label: Erato, 2021 (Dallas Opera)

## Ein Film über eine unbegabte Sängerin

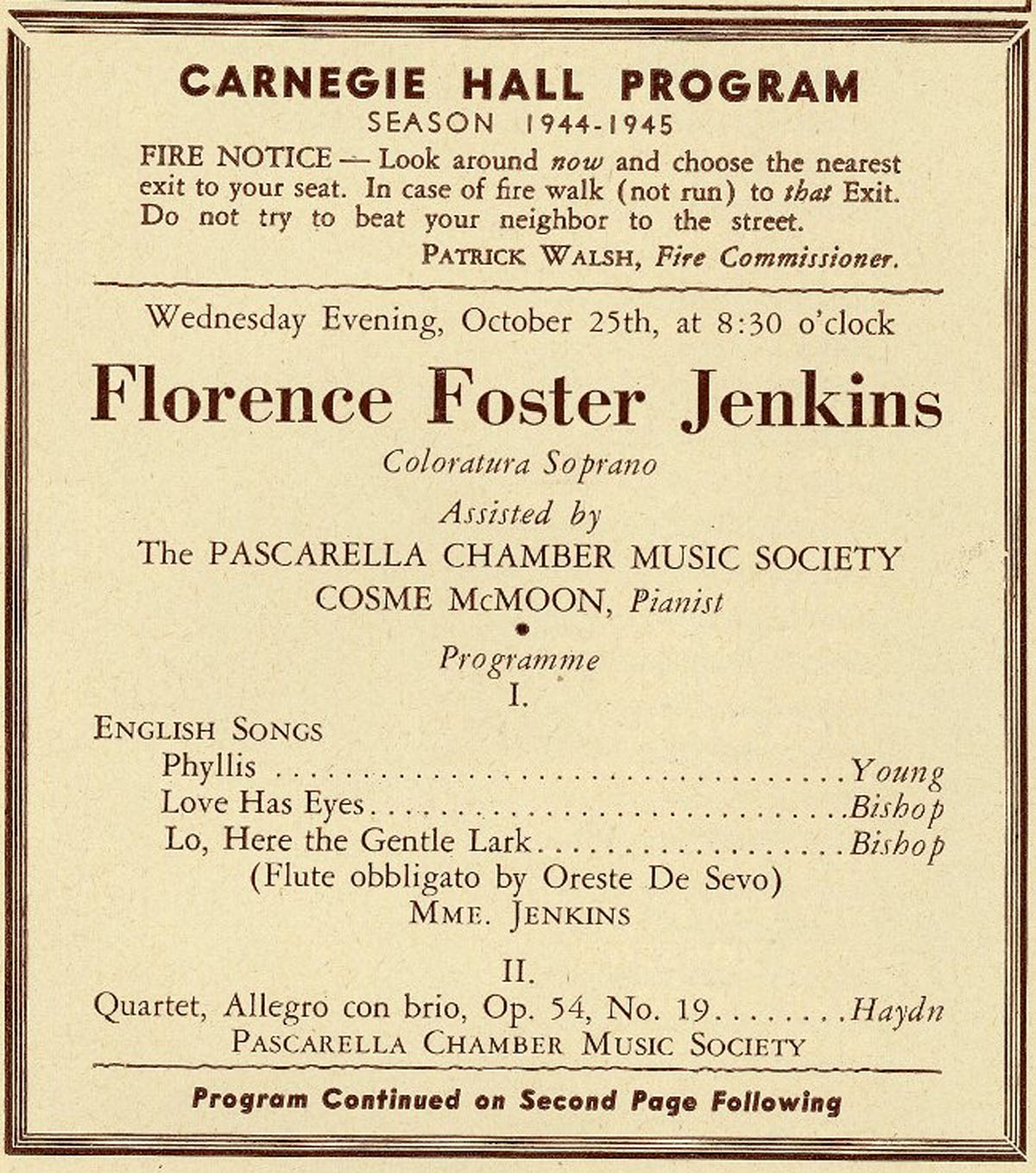
Konzert der Amateursopranistin 1944, Programmzettel

Joyce DiDonato verkörpert 2016 in einem Film Florence Foster Jenkins. Jenkins wurde durch Plattenaufnahmen ihrer falschen Singerei in den USA sehr bekannt. Sie ist eine Kultfigur der Camp-Art, deren Schallplatten sich über viele Jahre besser verkauften als die vieler anderer Sänger. Als selbsternannte Operndiva machte sie im New York der 1920er Jahre unaufhaltsam Karriere. Schließlich gab sie 1944 einen einzigen Liederabend-Auftritt in der von ihr selbst angemieteten Carnegie Hall in New York City. Er brach sämtliche Verkaufsrekorde.
Im ersten umfassenden Dokumentarfilm über sie singt Joyce DiDonato in der Titelrolle bekannte Opernpartien richtig und noch einmal in der Jenkins-Art leicht daneben. Zu sehen ist auch der Aufwand, mit dem Jenkins ihre Auftritte als Tableaux vivants inszenierte. In Spielszenen werden andere Beteiligte interviewt. Die Doku geht diesen Fragen nach: Was hörte Florence, wenn sie gesungen hat? Warum sang diese Frau immer wieder so schräg, dass schon das zum gewaltigen Andrang bei ihrem einzigen großen Konzert führte? War es Geltungsdrang, Eitelkeit ohne Schmerzgrenze? Trieb sie die fehlende Liebe des Vaters, des ersten Ehemanns an? Was daran war  evtl. Krankheitsfolge? Wie kam es zu den Verkaufserfolgen?  Bemerkenswert ist, wie Joyce DiDonato im Film die „falschen“ Varianten intoniert, ohne die Fassung zu verlieren. Der Film wurde in den Kinos quasi parallel zur Spielfilm-Fassung der Story mit Meryl Streep aufgeführt.
- Siehe auch: Die Florence Foster Jenkins Story, 2016, 90 Min., Ralf Pleger (Regie und Drehbuch)

## Auszeichnungen (Auswahl)
- 1997: Richard F. Gold Career Grant[6]
- 1998: Zweiter Preis beim Operalia-Wettbewerb[7]
- 2000: ARIA (Awards Recognizing Individual Artistry) Award
- 2002: Richard Tucker Award
- 2007: Beverly Sills Award
- 2010: ECHO Klassik als Sängerin des Jahres für Colbran, the Muse[8]
- 2010: Gramophone Classical Music Awards als Artist of the Year
- 2012: Grammy Award Best Classical Solo Vocal Album mit Diva Divo
- 2013: ECHO Klassik als Sängerin des Jahres für Drama Queens[9]
- 2013: Vocalist of the Year durch Musical America
- 2014: Ehrendoktorwürde der Juilliard School, New York
- 2014: Honorary Member of the Royal Academy of Music
- 2015: ECHO Klassik als Sängerin des Jahres für Stella di Napoli[10]
- 2016: Grammy Award Best Classical Solo Vocal Album Joyce and Tony: Live at Wigmore Hall
- 2017: ECHO Klassik als Sängerin des Jahres für In War and Peace[11]
- 2017: Gramophone Classical Music Awards Best Recital In War and Peace
- 2018: Olivier Award für Semiramide, Royal Opera House, zusammen mit Daniela Barcellona
- 2018: Händel-Preis der Stadt Halle, vergeben durch die Stiftung Händel-Haus
- 2018: Gramophone Classical Music Awards „Recording of the Year“ und Opus Klassik „Operneinspielung des Jahres (Oper 19. Jh.)“ für Les Troyens, Erato/Warner Classics
- 2019: OPUS Klassik als Sängerin des Jahres für Songplay[12]
- 2020: Grammy Award Best Classical Solo Vocal Album für Songplay[13]
- 2022: Opus Klassik in der Kategorie Solistische Einspielung Gesang für EDEN[14]